# Ternant (Côte-d’Or)
Ternant település Franciaországban, Côte-d’Or megyében. Lakosainak száma 82 fő (2022. január 1.). Ternant Gergueil, Bévy, Détain-et-Bruant, Chambœuf, L’Étang-Vergy, Reulle-Vergy, Saint-Jean-de-Bœuf és Semezanges községekkel határos.

## Népesség
A település népessége az elmúlt években az alábbi módon változott:
| Lakosok száma | 64   | 69   | 73   | 93   | 95   | 90   | 83   | 81   | 84   | 82   |
|               | 1968 | 1982 | 1990 | 2006 | 2013 | 2015 | 2017 | 2019 | 2020 | 2022 |